# Rubidiumfluoride
Rubidiumfluoride (RbF) is het rubidiumzout van waterstoffluoride. De stof komt voor als een wit hygroscopisch kristallijn poeder, dat zeer goed oplosbaar is in water.

## Synthese
Rubidiumfluoride kan op verscheidene manieren worden gesynthetiseerd. De eerste methode is de reactie van rubidiumhydroxide met vloeizuur:
{\displaystyle \mathrm {RbOH\ +\ HF\longrightarrow \ RbF\ +\ H_{2}O} }
Een andere methode is de neutralisatiereactie van rubidiumcarbonaat met vloeizuur:
{\displaystyle \mathrm {Rb_{2}CO_{3}\ +\ 2\ HF\longrightarrow \ 2\ RbF\ +\ H_{2}O\ +\ CO_{2}} }
De laatste methode is de duurste en de gevaarlijkste. Hierbij reageert zuiver rubidium in een exotherme reactie met fluorgas:
{\displaystyle \mathrm {2\ Rb\ +\ F_{2}\longrightarrow \ 2\ RbF} }

## Kristalstructuur en eigenschappen
Rubidiumfluoride is een kristallijne vaste stof met een kubisch kristalstelsel. Het behoort tot ruimtegroep Fm3m. De zijden van de eenheidscel zijn elk 565 pm lang.
Bij een vlamproef zal rubidiumfluoride de vlam paars-violet kleuren.